# Amphoe Mueang Krabi
Amphoe Mueang Krabi (thailändisch อำเภอเมืองกระบี่, Aussprache: ʔāmpʰɤ̄ː mɯ̄aŋ kràʔbìː) ist ein Landkreis (Amphoe – Verwaltungs-Distrikt) der Provinz Krabi. Die Provinz Krabi liegt in der Südregion von Thailand.
Die Hauptstadt des Landkreises heißt ebenfalls Krabi.

## Lage
Krabi liegt an der Westküste Thailands zur Andamanensee an einer Bucht gegenüber der Insel Phuket.

## Geographie
Die benachbarten Amphoe und Gebiete sind (von Norden im Uhrzeigersinn): Ao Luek, Khao Phanom und Nuea Khlong. Im Süden und im Westen grenzt der Distrikt an die Bucht von Phang Nga.
Zum Landkreis Mueang Krabi gehörten auch der Phi-Phi-Archipel und weitere kleinere Inseln. Durch die interessante Karst-Landschaft der Küste sind zahlreiche populäre Touristenziele entstanden.
Die bekanntesten sind:
- Rai Leh (auch: Raleigh), bestehend aus East- und West-Beach (auf der Halbinsel Rai Leh, nur mit dem Boot zu erreichen). Die Rai Leh East Beach ist mit Mangroven bewachsen und eignet sich nicht zum Schwimmen; die Rai Leh West Beach (Bootsankunft hier) ist sehr schön. Lage: etwa fünf Kilometer südöstlich des Hauptstrandes von Ao Nang.
- Phranang Beach ist der wohl schönste Strand auf der Halbinsel Rai Leh.
- Ao Nang (Thai: อ่าวนาง – etwa Damen-Bucht), in dieser Bucht liegt der touristische Hauptstrand und Urlaubsort mit guter Infrastruktur. Mit dem Schiffsverkehr (Longtailboote), welcher allerdings auch für die zunehmende Lärmverschmutzung verantwortlich ist, werden viele kleine Inseln erreicht, zum Beispiel Rai Leh, Ko Hong, Ko Poda, Ko Si Boya. Lage: etwa 17 Kilometer südwestlich von Krabi.
- Khlong Mueang Beach hat mehrere seichte und schöne Strandabschnitte. Lage: etwa zwölf Kilometer nordöstlich von der Ao-Nang-Bucht/Strand.
- Noppharat Thara Beach (Thai: หาดนพรัตน์ธารา), Teil des Nationalparks Hat Noppharat Thara - Mu Ko Phi Phi – wegen ausgeprägter Ebbe und Flut nicht so sehr zum Schwimmen geeignet. Lage: etwa einen Kilometer westlich von der Ao Nang Beach entfernt.

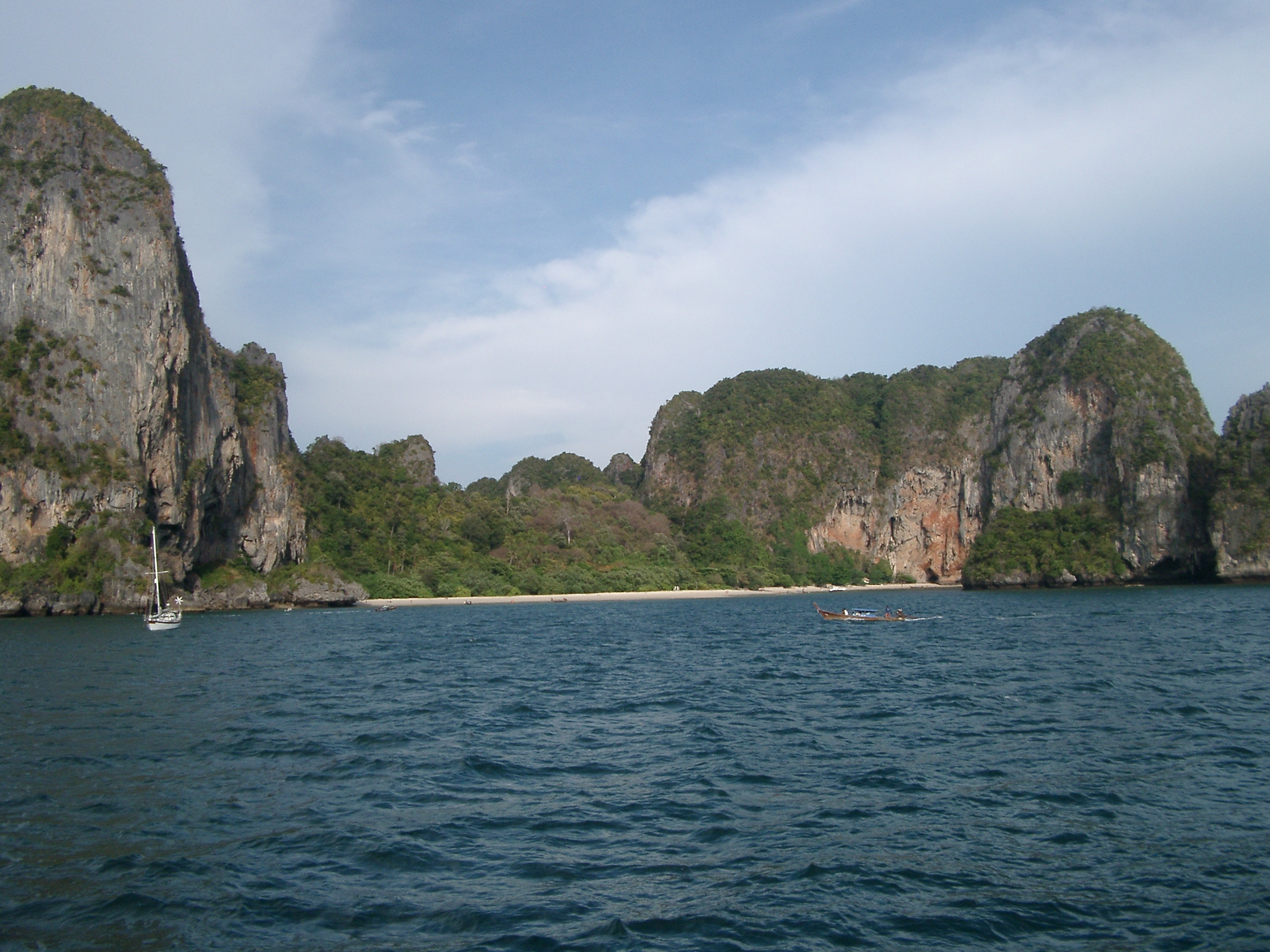
Der Phranang Beach in Krabi
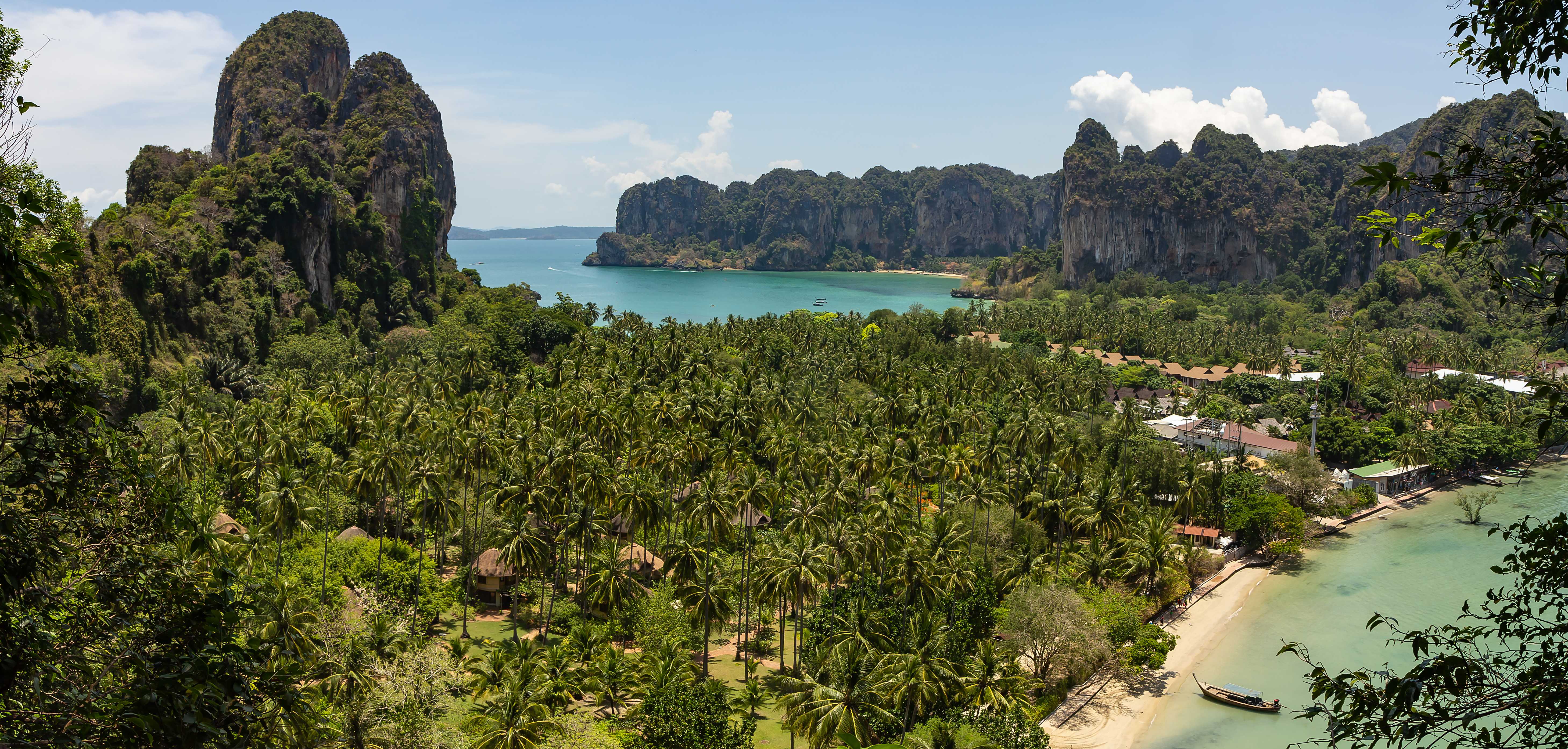
Die Landzunge von Rai Leh von oben
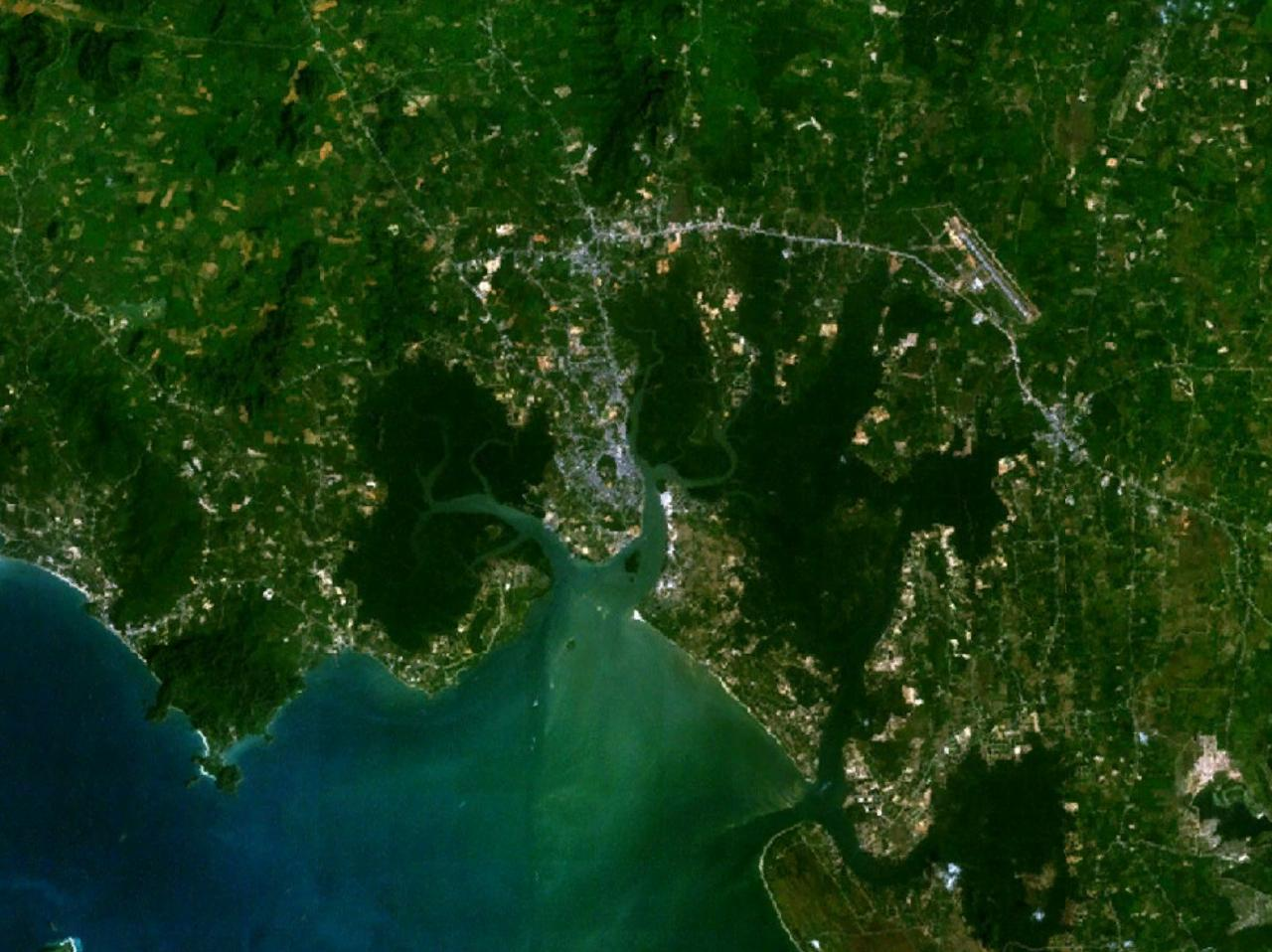
Satellitenfoto von Krabi

### Wichtige Städte
- Krabi: Die kleine Provinzhauptstadt liegt am gleichnamigen Krabi River. Sie ist Metropole und Finanzzentrum der Region.

## Sehenswürdigkeiten

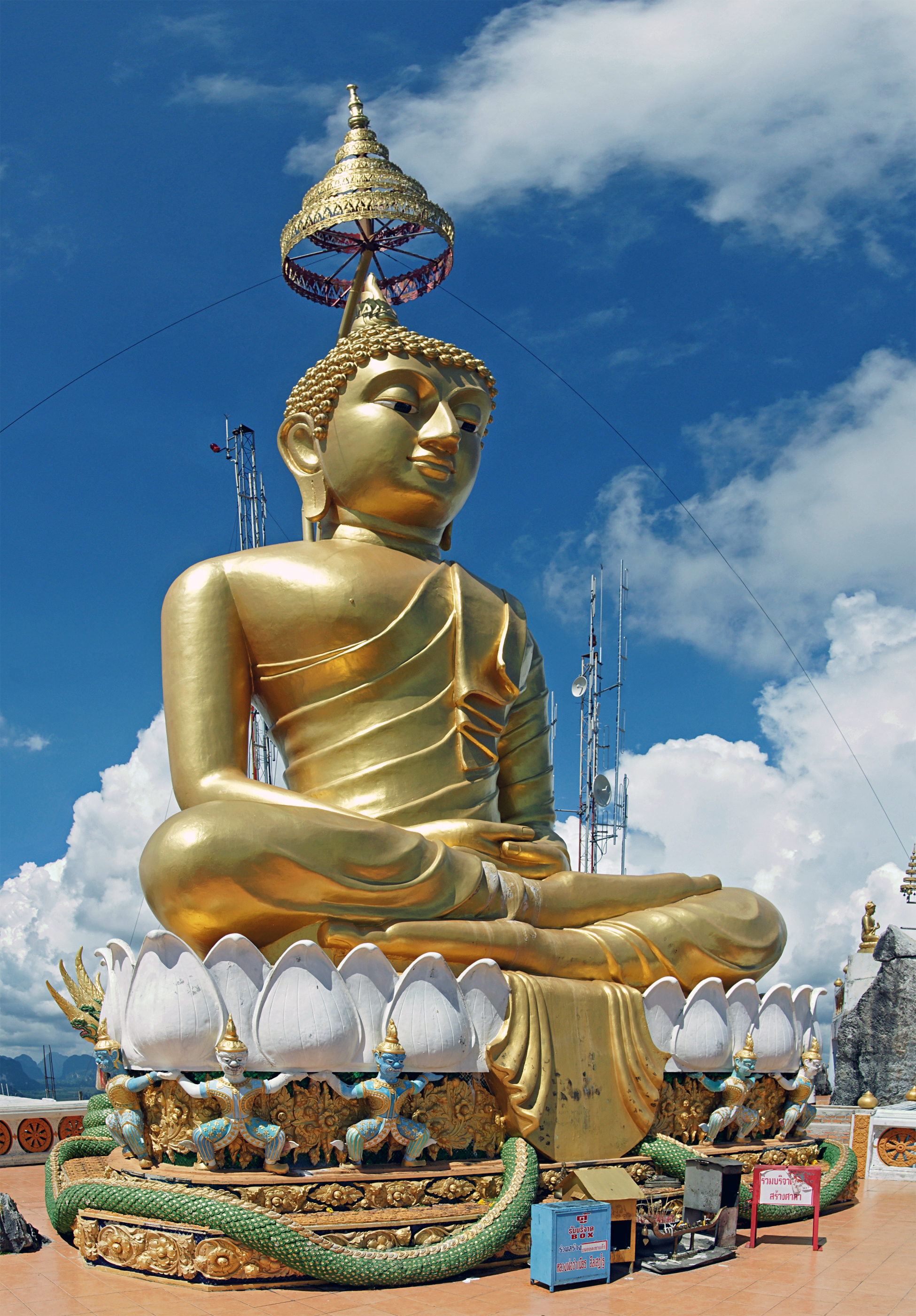
Buddha-Statue im Wat Tham Suea

- Stadt Krabi – der alte Hafen und der südlich davon liegende Stadtpark am Krabi  River. Der Marktplatz, gleich am alten Hafen gelegen. Das Stadtzentrum mit den vielen kleinen Souvenir-Shops, Restaurants und Bars.
- Naturerlebnis – die schöne Gegend bildet die Hauptattraktion, ansonsten sind die üblichen Begleiterscheinungen des Massentourismus vorhanden.
- Ko Kai (เกาะไก่, wörtlich Hühner-Insel) und Ko Poda (เกาะปอดะ) – zwei traumhaft gelegene kleine Inseln, die von Ao Nang Beach mit dem Longtail-Boot angefahren werden und in Sichtweite liegen.
- Tigerhöhlen-Tempel (Wat Tham Suea, วัดถ้ำเสือ) – eine Tempelanlage mit Aussichtspunkt, nur über den Anstieg von 1.200 Treppenstufen zu erreichen und etwa fünf Kilometer nördlich von Krabi gelegen.

## Verwaltung

### Provinzverwaltung
Der Amphoe Mueang Krabi ist in zehn Unterbezirke (Tambon) eingeteilt, diese wiederum besitzen zusammen 66 Gemeinden (Muban).
| \| Nr. \| Name \| Thai \| Muban \| Einw.[1] \| \| --- \| -------------- \| ---------- \| ----- \| -------- \| \| 01. \| Paknam \| ปากน้ำ \| 0- \| 18.865 \| \| 02. \| Krabi Yai \| กระบี่ใหญ่ \| 0- \| 10.035 \| \| 03. \| Krabi Noi \| กระบี่น้อย \| 13 \| 15.937 \| \| 05. \| Khao Khram \| เขาคราม \| 06 \| 10.107 \| \| 06. \| Khao Thong \| เขาทอง \| 06 \| 06.372 \| \| 11. \| Thap Prik \| ทับปริก \| 08 \| 09.295 \| \| 15. \| Sai Thai \| ไสไทย \| 07 \| 13.126 \| \| 16. \| Ao Nang \| อ่าวนาง \| 08 \| 11.317 \| \| 17. \| Nong Thale \| หนองทะเล \| 07 \| 09.585 \| \| 18. \| Khlong Prasong \| คลองประสงค์ \| 11 \| 05.128 \| |                |            |       |        |
| Nr. | Name           | Thai       | Muban | Einw.  |
| 01. | Paknam         | ปากน้ำ      | 0-    | 18.865 |
| 02. | Krabi Yai      | กระบี่ใหญ่    | 0-    | 10.035 |
| 03. | Krabi Noi      | กระบี่น้อย    | 13    | 15.937 |
| 05. | Khao Khram     | เขาคราม    | 06    | 10.107 |
| 06. | Khao Thong     | เขาทอง     | 06    | 06.372 |
| 11. | Thap Prik      | ทับปริก      | 08    | 09.295 |
| 15. | Sai Thai       | ไสไทย      | 07    | 13.126 |
| 16. | Ao Nang        | อ่าวนาง     | 08    | 11.317 |
| 17. | Nong Thale     | หนองทะเล   | 07    | 09.585 |
| 18. | Khlong Prasong | คลองประสงค์ | 11    | 05.128 |

Anmerkung: Die fehlenden Nummern 4, 7–10 und 12–14 wurden abgetrennt und zum Amphoe Nuea Khlong zusammengefasst.

### Lokalverwaltung
Krabi (เทศบาลเมืองกระบี่) ist eine Stadt (Thesaban Mueang) im Landkreis, sie beinhaltet die gesamten Tambon Paknam und Krabi Yai.
Daneben gibt es eine Kleinstadt (Thesaban Tambon):
- Krabi Noi (เทศบาลตำบลกระบี่น้อย) besteht aus dem gesamten Tambon Krabi Noi.

Außerdem gibt es sieben „Tambon-Verwaltungsorganisationen“ (TAO, องค์การบริหารส่วนตำบล) für die Tambon im Landkreis, die zu keiner Stadt gehören.